# Srčna aritmija
Srčna aritmija, znana tudi kot srčna disritmija ali nereden srčni utrip, je skupina stanj, za katera je značilen nereden, prehiter ali prepočasen srčni utrip. Srčni utrip, ki je prehiter – nad 100 utripov na minuto pri odraslih – se imenuje tahikardija, srčni utrip, ki je prepočasen – pod 60 utripov na minuto – pa bradikardija. Mnoge oblike aritmije so brez simptomov. Če so simptomi prisotni, se lahko kažejo med drugim kot plahutanje srca ali kot občuten premor med posameznimi utripi srca. Bolj resni simptomi so lahko omotica, omedlevica, težko dihanje ali bolečina v prsih. Večina raznih aritmij ni resna, vendar je zaradi njih oseba ranljiva za zaplete, kot sta možganska kap ali srčno popuščanje. Spet drugi lahko povzročijo srčni zastoj.
Obstajajo štiri glavne vrste aritmije: dodatni utripi, supraventrikularne tahikardije, prekatne aritmije, in bradiaritmije. Dodatni utripi so med drugim  prezgodnja skrčenja atrija in prezgodnja skrčenja prekata. Supraventrikularne tahikardije so med drugim atrijska fibrilacija, atrijsko plapolanje, in paroksizmalna supraventrikularna tahikardija. Prekatne aritmije vključujejo prekatno fibrilacijo in prekatno tahikardijo. Aritmije nastopijo zaradi težav z električno prevodnostjo sistema srca. Aritmije se lahko pojavijo pri otrocih, vendar pa je razpon za normalni  srčni utrip različen in je odvisen od starosti. Številni testi lahko pomagajo pri diagnozi, tako elektrokardiogram (EKG) in Holterjev monitor.
Večino aritmij je mogoče učinkovito zdraviti. Zdravljenje lahko vključujejo zdravila, medicinske pripomočke, kot so spodbujevalniki, in kirurgijo. Zdravila za hiter srčni utrip, so lahko beta blokatorji ali agenti, ki se poskušali obnoviti normalni srčni ritem, na primer prokainamid. Slednja skupina ima lahko več pomembnih neželenih učinkov, še posebej, če se zdravilo jemlje dalj časa. Spodbujevalniki se najpogosteje uporabljajo za primere z upočasnjenim utripom srca. Primeri z nerednim srčnim utripom se pogosto zdravijo s sredstvi za redčenje krvi, ki zmanjšujejo nevarnost za zaplete. Osebe s hudimi simptomi aritmije se lahko nujno zdravijo z električnimi pulzi v obliki kardioverzije ali defibrilacije.
Aritmija prizadeva milijone ljudi. V Evropi in Severni Ameriki je leta 2014 atrijska fibrilacija prizadela približno 2 % do 3 % prebivalstva. Atrijska fibrilacija in atrijska undulacija sta imeli za  posledico 112.000 smrti v letu 2013 (29.000 leta 1990). Nenadna srčna smrt je vzrok za približno polovico smrti zaradi bolezni srca in ožilja ali približno 15 % vseh smrti po svetu. Okoli 80 % primerov nenadne srčne smrti je posledica prekatne aritmije. Aritmija se lahko pojavi pri katerikoli starosti, vendar je bolj pogosta pri starejših ljudeh.